# ليدرهوزه
لِيدرهُوزه (بالأَلمانِيَّة: ) هُو بنطال مصنُوع مِن الجِلد تشتهِر بِه وِلاَية بافاريا الأَلمَانِيَّةُ ودُول ومناطِق جِبال الألب بشكل عام. يتوفرُ بثلاثة مقاسات؛ بنطالٌ قصِير أَو مُتوسِّط أَو طوِيل؛ ويُعَدُّ لِيدرهُوزه مِن أَهم مُكونات الزيّ التقلِيدِي لِمناطِق جِبال الأَلب.

## معنى الاِسم

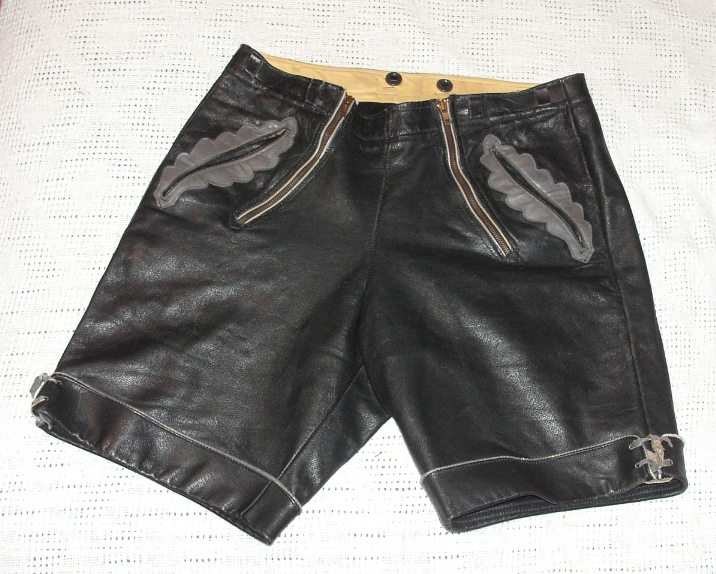
لِيدرهُوزه

يتكوَّن اِسم «لِيدرهُوزه» (بِاللُّغة الأَلمانِيَّة: Lederhose)؛ ويُنطق (بالألِفبَائِيَّة الصَّوَتِيَّة الدُّولِيَّة: leːdɐhoːzə)؛ وفِي حال الجمع يُكتَب «لِيدرهُوزِنٌ» (بِاللُّغة الأَلمانِيَّة: Lederhosen) مِن اِسمٌ مُركَّب مُكوَّن مِن اِسمين؛ الاِسم الأَوَّل (Leder) والَّذِي يعنِي الجِلد؛ والاِسم الثَّانِي (Hose) والَّذِي يعنِي بنطال؛ فيُصبِحُ مُعنى الاِسم بِاللُّغة العرَبِيَّة: «بنطالُ الجِلد»؛ ويُسمى أَيضاً «كرَآخلِيدِرنه» (بِاللُّغة الأَلمانِيَّة: Krachlederne).

## لمحة تارِيخِيَّة
استعمِل الجِلد كمادة أَولِية وأَساسِيَّة فِي صِناعة الملابِس مُنذ القدم فِي مناطِق جِبال الأَلب؛ كونه مُنتج ذُو جودة وكفاءة عالِية وكذلِك لِوفرته؛ فاِستعمل الرُّومان والجُرمان الجِلد فِي صِناعة الملَابِس؛ فعلاقة مادة الجِلد فِي صِناعة الأَزياء فِي تِلك المناطِق ذُو عراقة وتارِيخ؛ كما تُشِيرُ إِليه الآثَارِ المُكتشِفة فِي تِلك المناطِق. بعض المُؤرخِين ينسِبُون بِداية تارِيخ بِنطال لِيدرهُوزه بِالتَّصمِيم الَّذِي نعرِفه اليوم إِلَى القرن السَّادِس المِيلادِي؛ وتزامُناً مع فترة الرُوكُوكُو شاع الِلِيدرهُوزه كلِباس يرتدِيه الرِّجال والفِتية؛ خُصُوصاً الَّذِين يُزاوِلُون الصَّيد والزِّراعة ونحوها مِن المِهن والأَعمال الَّتِي تتطلَّب مُرُونة فِي الحركة. وفِي أَواخِر القرن التَّاسع عشر لم يعد لِباساً فُلكُلُورياً فقط؛ بل أَصبح أَيضاً مُوضة لِلطَّبقات المالِكة والبُرجُوازِيَّة. وفِي فترة السِّتِّينيات؛ ورُبَّما قبل ذلِك التَّارِيخ بِقلِيل بدَأَت النِّساء باِرتِداء الِلِيدرهُوزه. وفِي وقتِنا المُعاصِر نجِدُ الِلِيدرهُوزه لِباساً فُلكُلُورياً وعصرِياً أَيضاً.

## مُلحقات الِلِيدرهُوزه
يُرتِداء مجمُوعة مُنوَّعة مِن المُلحقات الإِضَافِيَّة مع بنطال الِلِيدرهُوزه؛ مِثل:
1. السُيُور الجِلدِيَّة؛ والَّتِي تكُون فِي أَكثر الأَحيان مصنُوعة مِن نفس خامَة البنطال. وقد يُلبس الحِزام فِي بعضِ الأَحيان عِوضاً عنه.
2. قمِيص؛ فِي الغالِب يتم اِرتِداء قمِيص بِأَكمامٍ طوِيلة أَو قصِيرة؛ وبدلة رسمِيّة لِلمُناسبات أَو لِلحُضُور الرَّسمِي.
3. التطريز؛ تُعتبر أَوراق العِنب والبلُّوط والغزلَان مِن الأَشكال الأَكثر شعبِيَّة الَّتِي تُطرَّزُ على بنطال لِيدرهُوزه.
4. الأَزرار؛ تُعد مِن بين أَهم مُلحقات الِلِيدرهُوزه فهِي تضع لمسة شخصِيَّة على تصمِيمِ البنطال.
5. الجورب؛ فِي أَغلب الأَحيان تُلبس الجوارِب الطَّوِيلة مع بنطلُون لِيدرهُوزه ذُو المقاس القصِير؛ والجوارِب القصِيرة مع بنطال لِيدرهُوزه ذُو المقاس الطوِيل.

بِالإِضافة إِلى ذَلِكَ تلِبس القُبَّعات واللُوفِرل وغيرها مِن المُلحقات والاكسِسُوارات والتَّصامِيم الَّتِي تتنوَّع بين مِنطَقة وأُخرى والَّتِي تحمل معانٍ ثقافِيَّة واِجتِماعِيَّة.

## اُنظُر أَيضاً
- بِنطال.
- درِندِّل.

## صُور

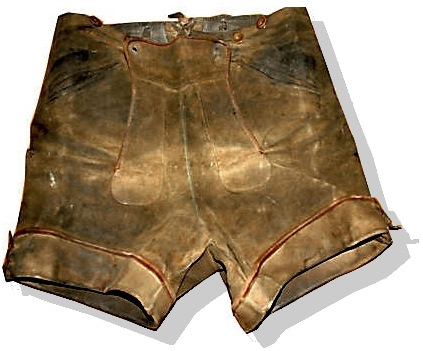
يُدعى بنطلُون لِيدرهُوزه ذُو المقاس القصِّير: كُورزيه (Kurze)؛ والطوِيل: كنِيبُونده (kniebunde). صُورة لِبنطلُون لِيدرهُوزه كُورزيه؛ بِتصمِيم كلاسِيكِي.
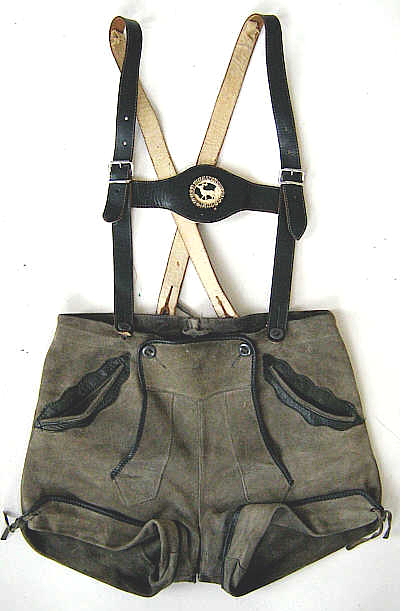
بنطلُون لِيدرهُوزه بسُيُور جِلدِيَّة مِن الخلف والأَمام؛ تُعلِّق على الكتفَين.
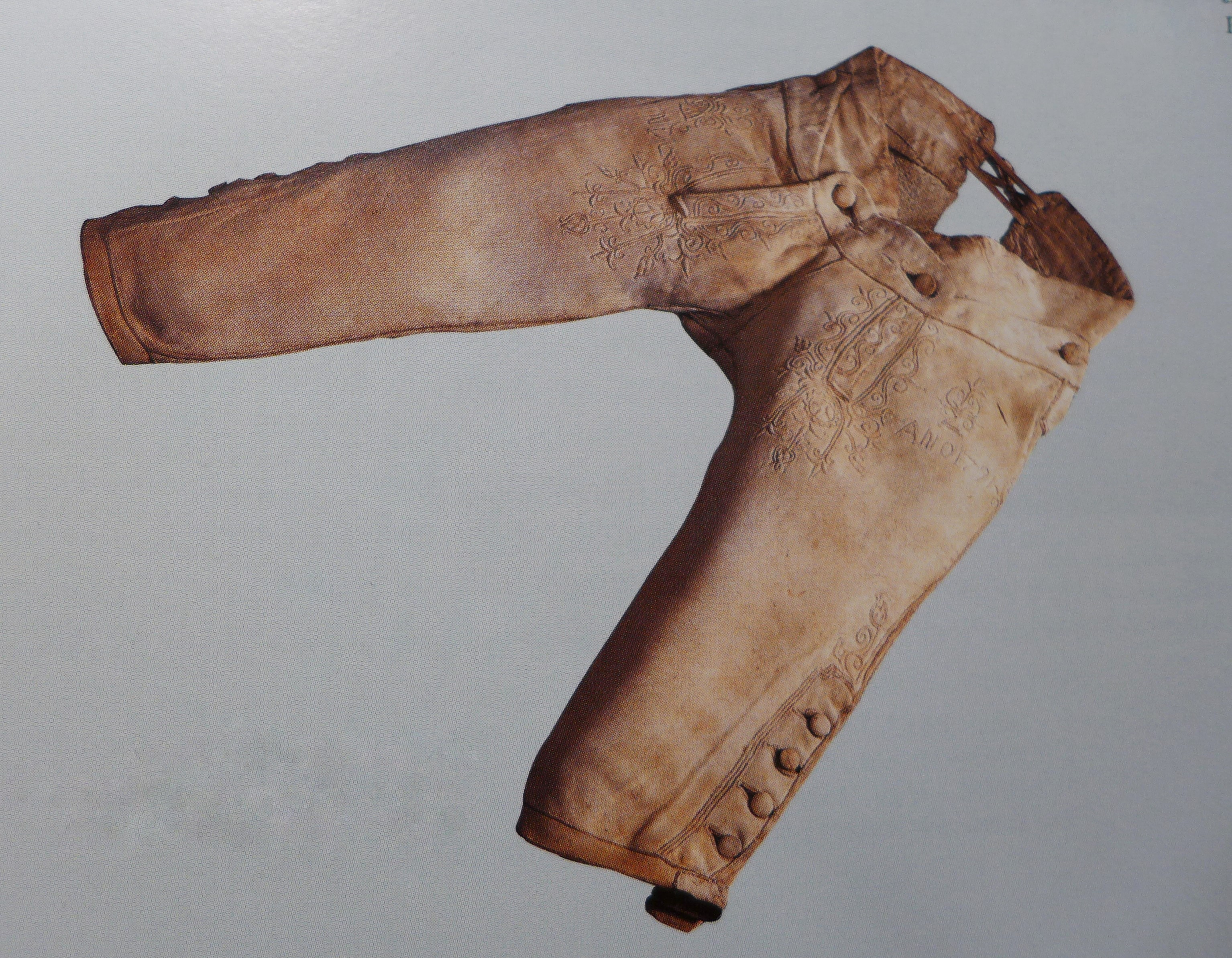
ولِجودة الِلِيدرهُوزه كلِباس متِين وعملِي؛ ومِن المُمكِن إِن يكُون غير مشمُولٍ بضمان مدى الحيَاة؛ أَلَا أَنَّهُ يتجاوز ذلِك التَّقْدِير فِي أَغلب الأَحيان. بنطلُون لِيدرهُوزه مِن عام 1791.
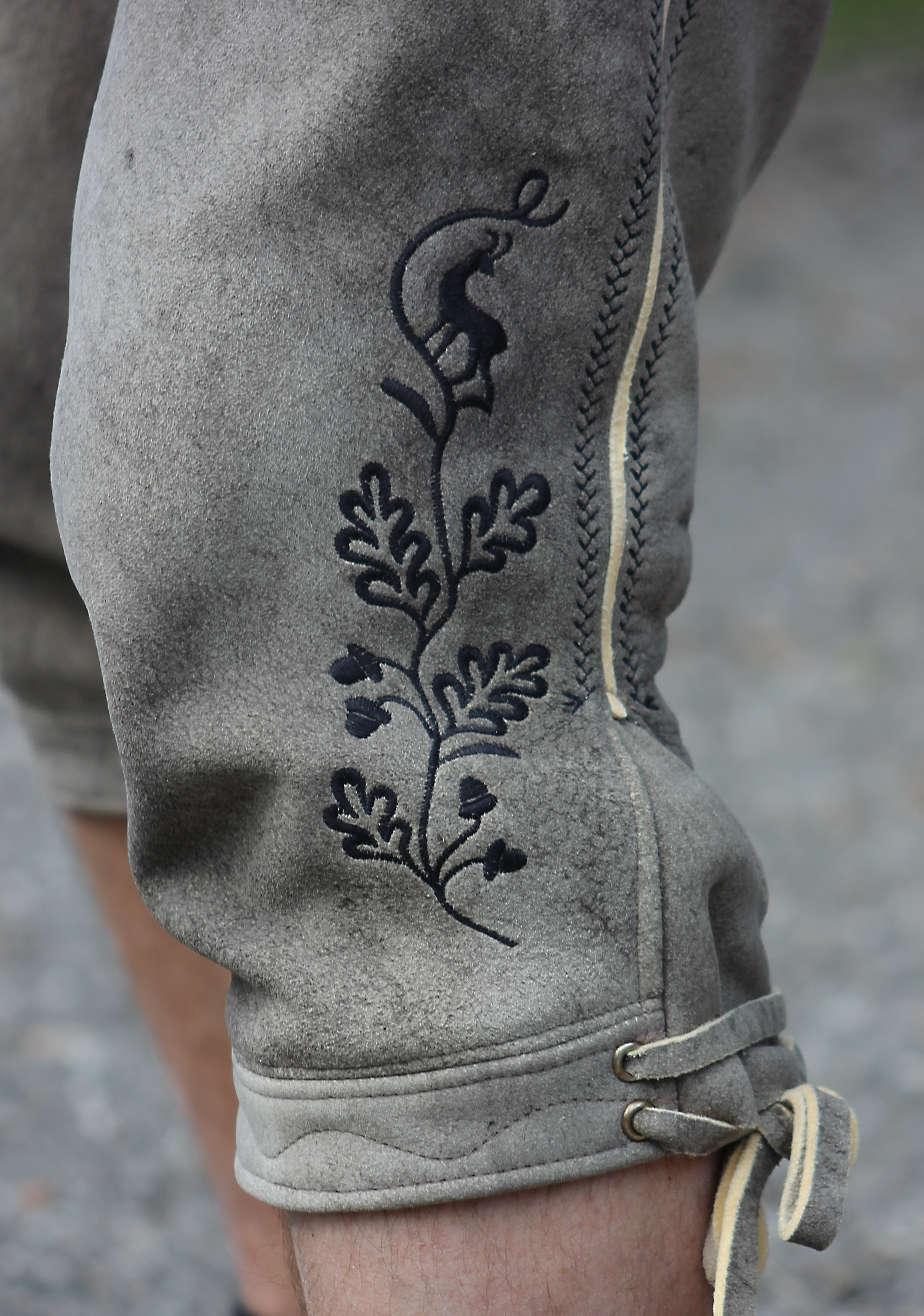
بنطلُون لِيدرهُوزه أَنِيق ومُطرِّز؛ ورغم حدَاثة تصمِيمة أَلَا أَنَّه مُحتفظٍ بِأَصالَتِه.

## وُصلات خارجيّة
- متحف رقمِي لِلِيدرهُوزه (باللُّغَةُ الألمانِيّة، والإِنجِلِيزِيّة، والفَرَنسِيَّة).
- لمحة تارِيخِيَّة لِلِيدرهُوزه (باللُّغَةُ الألمانِيّة).

## مَراجع
1. ↑  مذكور في: مرادفات الفن والعمارة. مُعرِّف مَكنَز الفن والعمارة (AAT): 300212504.
2. ↑  مذكور في: مرادفات الفن والعمارة.
3. ↑  "لِيدرهُوزِنٌ" (بِاللُّغة الأَلمانِيَّة) © تارِيخ الملابِس. نسخة محفوظة 20 أبريل 2018 على موقع واي باك مشين.